# Song Yun-Soo
Song Yun-Soo (en coreano: 송윤수; 10 de diciembre de 1995) es una deportista surcoreana que compite en tiro con arco, en la modalidad de arco compuesto. Ganó cuatro medallas en el Campeonato Mundial de Tiro con Arco al Aire Libre, en los años 2017 y 2023.

## Palmarés internacional
| Campeonato Mundial al Aire Libre | Campeonato Mundial al Aire Libre | Campeonato Mundial al Aire Libre | Campeonato Mundial al Aire Libre |
| Año                              | Lugar                            | Medalla                          | Prueba                           |
| -------------------------------- | -------------------------------- | -------------------------------- | -------------------------------- |
| 2017                             | Ciudad de México (México)        | Medalla de oro                   | Individual                       |
| 2017                             | Ciudad de México (México)        | Medalla de oro                   | Equipo mixto                     |
| 2017                             | Ciudad de México (México)        | Medalla de bronce                | Equipo                           |
| 2023                             | Berlín (Alemania)                | Medalla de bronce                | Equipo                           |